# Ritmo alucinante
Ritmo alucinante è un film concerto brasiliano del 1975, diretto da Marcelo França.

## Descrizione
Ritmo alucinante mostra i momenti più significativi di Hollywood Rock, evento musicale svoltosi su iniziativa di Nelson Motta nel gennaio del 1975, durante il periodo della dittatura militare, allo Stadio General Severiano di Rio de Janeiro. Vi si rivedono le esibizioni degli artisti partecipanti: in ordine di apparizione, Rita Lee, la band Vímana (nella quale militavano anche i futuri cantanti solisti Lulu Santos e Ritchie), il gruppo Peso, Erasmo Carlos,  Celly Campello  e Raul Seixas, che in tale occasione presenta Sociedade Alternativa, canzone intitolata come il manifesto politico da lui fondato per cui verrà perseguitato dalla polizia del regime militare. Ritmo alucinante contiene anche interviste a due dei protagonisti, ovvero Erasmo Carlos e Celly Campello, curate dalla giornalista Scarlet Moon, che tre anni dopo sposerà Lulu Santos. Il documentario inquadra più volte le oltre 40.000 persone accorse a vedere l'evento. .